# Lipotriches doddii
Lipotriches doddii là một loài Hymenoptera trong họ Halictidae. Loài này được Cockerell mô tả khoa học năm 1905.